# Minamiaiki
Minamiaiki (jap. 南相木村 Minamiaiki-mura) – wieś w Japonii, na wyspie Honsiu, w prefekturze Nagano. Według danych na rok 2020 miejscowość zamieszkiwało 962 mieszkańców , a gęstość zaludnienia wyniosła 14,6 os./km².